# 시리아의 종교
시리아의 종교 (2021년 추정치)
시리아의 종교는 시리아의 시민권자들이 따르는 다양한 종교들에 대해 나타낸다. 역사적으로, 시리아는 각 종교별 공동체 내에 여러 다른 교파들로 이뤄진 다양한 신앙들의 모자이크이었다.
시리아인들의 다수는 이슬람교도이며, 이 중에 수니파들이 가장 많은 수 (대부분 아랍인, 쿠르드인, 체르케스인)이며, 그 뒤로 시아파 집단 (특히 알라위파, 이스마일파, 열두 이맘파), 드루즈교도들로 이어진다. 그 외에, 몇몇 기독교도 소규모 집단들 (그리스 정교회, 그리스 가톨릭교회, 아르메니아 정교회, 아르메니아 가톨릭교회, 시리아 정교회, 시리아 가톨릭교회, 네스토리우스 교회, 칼데아 교, 마론 교회, 라틴 가톨릭교회, 개신교 등 포함)이 존재한다. 또한 소규모 야즈드교 공동체가 존재한다. 2020년, the Jewish Chronicle은 더 이상 시리아에는 유대인들이 남아 있지 않다고 보도했다.

## 이슬람교

### 수니파

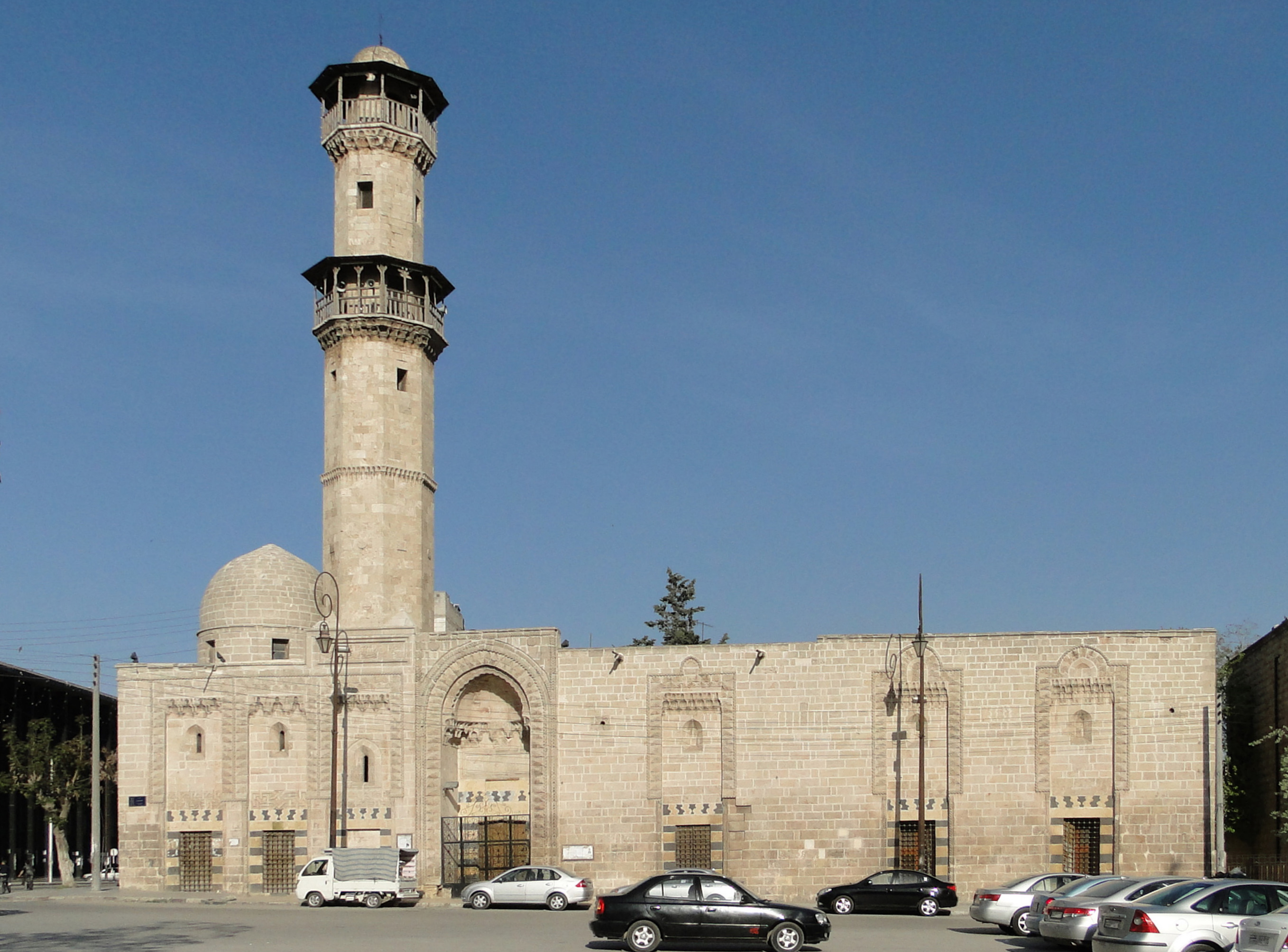
알우트루스 모스크는 14세기에 만들어진 맘루크 시대 모스크이다.

시리아의 가장 큰 종교 집단은 전체 인구의 대략 74%를 이루는 수니파 이슬람교도들로, 아랍어 화자 수니파들이 다수를 이루고, 그 다음으로는 쿠르드인, 투르멘인/투르코만인, 체르케스인, 팔레스타인인 등이 있다. 시리아의 14개 주 중에 라타키아, 타르투스, 수와이다 등을 제외한 11개 주도들에 수니파가 다수를 이룬다.
수니파는 거의 모든 직업군들에서 따르고, 모든 사회 집단과 거의 모든 정당에 속해있고, 시리아 전역에 거주하고 있다. 드루즈교가 우세한 알수와이다, 알라위파가 다수인 라타키아, 타르투스 등을 포함한 단 세 개 주에서만 수니파가 다수가 아니다. 하사카에서, 수니파 쿠르드인들은 오히려 아랍인들보다 다수를 이루고 있다.
이슬람 율법에 대한 주요 학파 네 개 중에 시리아를 대표로 하는 것들에는 샤피이파와 하나피파 가 있으며, 꾸란이나 순나 같은 경전 해석보다는 유추적 추론에 더 많은 강조를 두고 이전 사례들에서 정해진 선례들에 더 많은 결정을 내리는 것을 기반으로 한다. 1949년에 최초의 쿠데타가 벌어지고 나서, 와크프는 개인의 종교적 통제에서 벗어나 정부의 통제 하에 놓였다. 시리아 민법은 이슬람 율법의 권위를 크게 변화시켰고, 최근의 시리아 내전 기간 이슬람주의의 급증이 이뤄지기 이전, 이슬람교 종교 지도자들의 교육적 역할은 전통적인 모스크와 결합된 학교 시설인 쿠타브 점차 사라지면서 줄어들고 있었다. 시리아는 샤리아와 일반 법원으로 된 이중 체계를 유지하고 있다,
미국 정부의 2012년 전세계 종교적 자유에 관한 보고서에 따르면, 시리아 정부는 점차 위협의 대상으로 보는 종교 신앙자들을 서서히 목표로 하고 있었다고 한다. 이 보고에 따르면 다수를 차지하는 수니파가 주요 박해를 받은 집단이라고 한다.

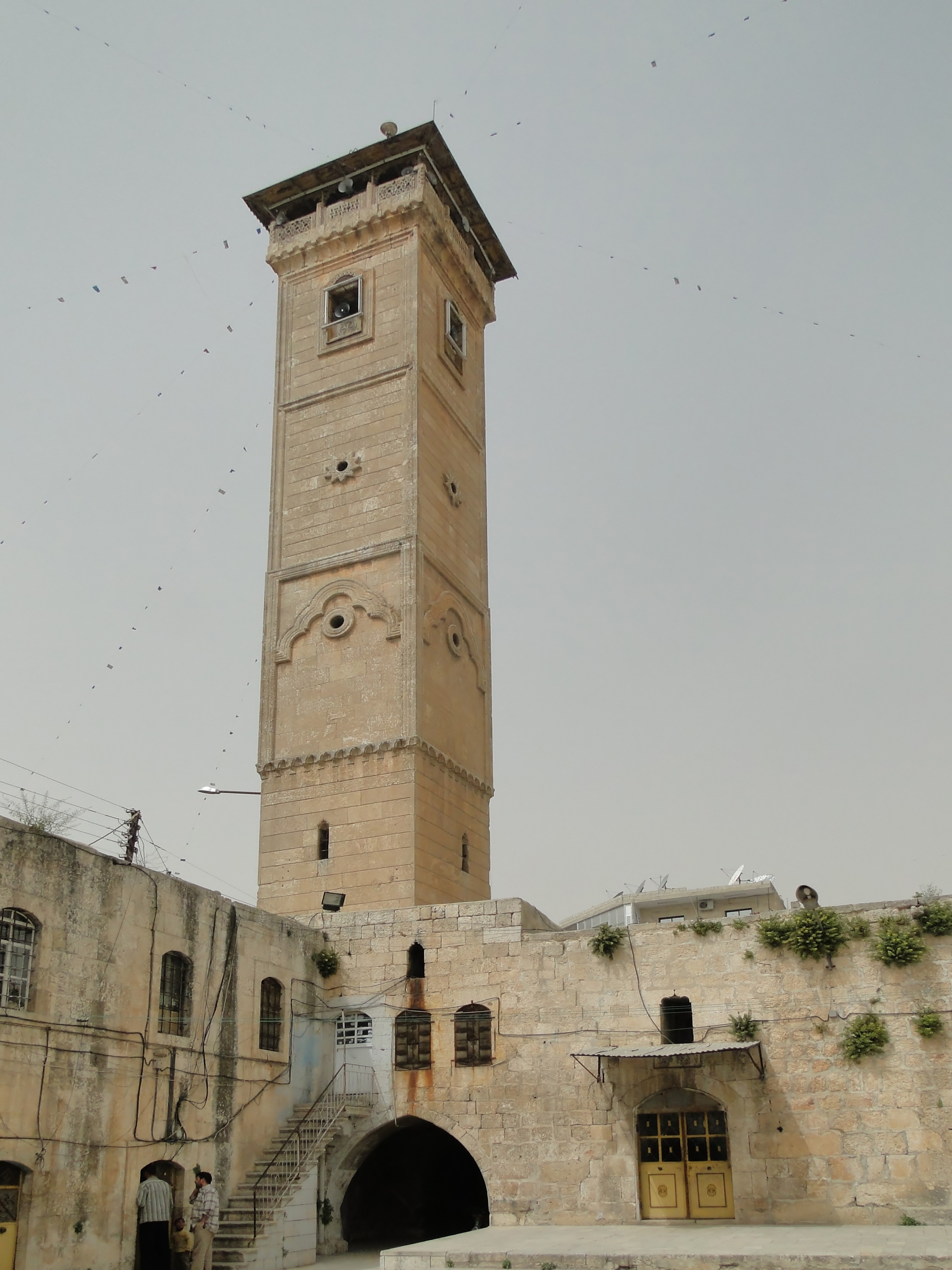
마아랏 알누만의 대모스크는 12세기 아이유브 왕조 시대의 모스크이다.

#### 아랍인
아랍계 수니파 교도들이 시리아 내 가장 큰 수니파 공동체를 이루고 있다. 아랍계는 하사카주를 제외한 시리아 모든 지역 내 수니파 집단의 다수를 이루고 있다.
1991년에, 알래스데어 드라스데일 교수와 Raymond Hinnebusch 교수 등은 시리아의 대략 60%가 아랍어를 구사하는 수니파 이슬람교도들로 구성되었다고 하였다. 좀 더 최근에 Pierre Beckouche 박사 역시도 팔레스타인 난민 500,000명을 포함하여 아랍계 수니파 이슬람교도들이 전체 인구 60%를 이룬다고 하였다.
수니파 시리아인들의 다수는 아랍인들로 여겨지지만, 이는 민족이 아닌 구어 (口語, 아랍어)를 기반으로 한 용어이다. 시리아 내 일부 이슬람교 소수 집단들은 어느 정도는 아랍화가 이뤄졌으며, 특히 소규모 민족 집단들 (알바니아인, 보스니아인, 크레타 이슬람교도, 파슈툰인, 페르시아인)에 두드러진다. 추가적으로, 좀 더 규모가 큰 공동체의 일부 구성원들에서 이러한 경향이 있는데, 특히 쿠르드와 투르크멘/투르코만 소수 집단에서 그러며 이들은 더 이상 모국어를 구사하지 못하고 아랍화가 이뤄지고 있다.

#### 쿠르드인
시리아의 쿠르드인들은 시리아 내 두 번째로 큰 민족 집단이고 (2013년 기준 대략 10%) 주로 수니파 이슬람교도이다. 다수는 이라크 쿠르디스탄과 터키 쿠르디스탄과 마주하고 있는 시리아 쿠르디스탄에 거주한다. 또한 알레포와 다마스쿠스에도 소규모 쿠르드인 공동체들이 존재한다. 다마스쿠스의 쿠르드인들은 상당한 아랍화가 이뤄졌고 일반적으로 쿠르드어를 하지 못한다. 쿠르드인들이 다수를 이루고 있는 유일한 행정 구역은 하사카주로, 쿠르드인이 해당 지역 인구 60%를 차지한다.
1979년에, 니콜라오스 판 담 박사는 시리아의 쿠르드인들이 전체 인구의 8.5%를 차지하고 거의 수니파 이슬람교도들이라고 하였다. 1991년에, Alasdair Drysdale 교수와 Raymond Hinnebusch 교수 등 역시도 시리아 인구의 대략 8.5%가 수니파 이슬람교도인 쿠르드인들이라고 하였다. 좀 더 최근에, Pierre Beckouche 박사는 2011년 이전에 수니파 이슬람교도 쿠르드인들이 시리아 전체 인구 9–10%를 이루고 있다 하였다.

#### 투르크멘

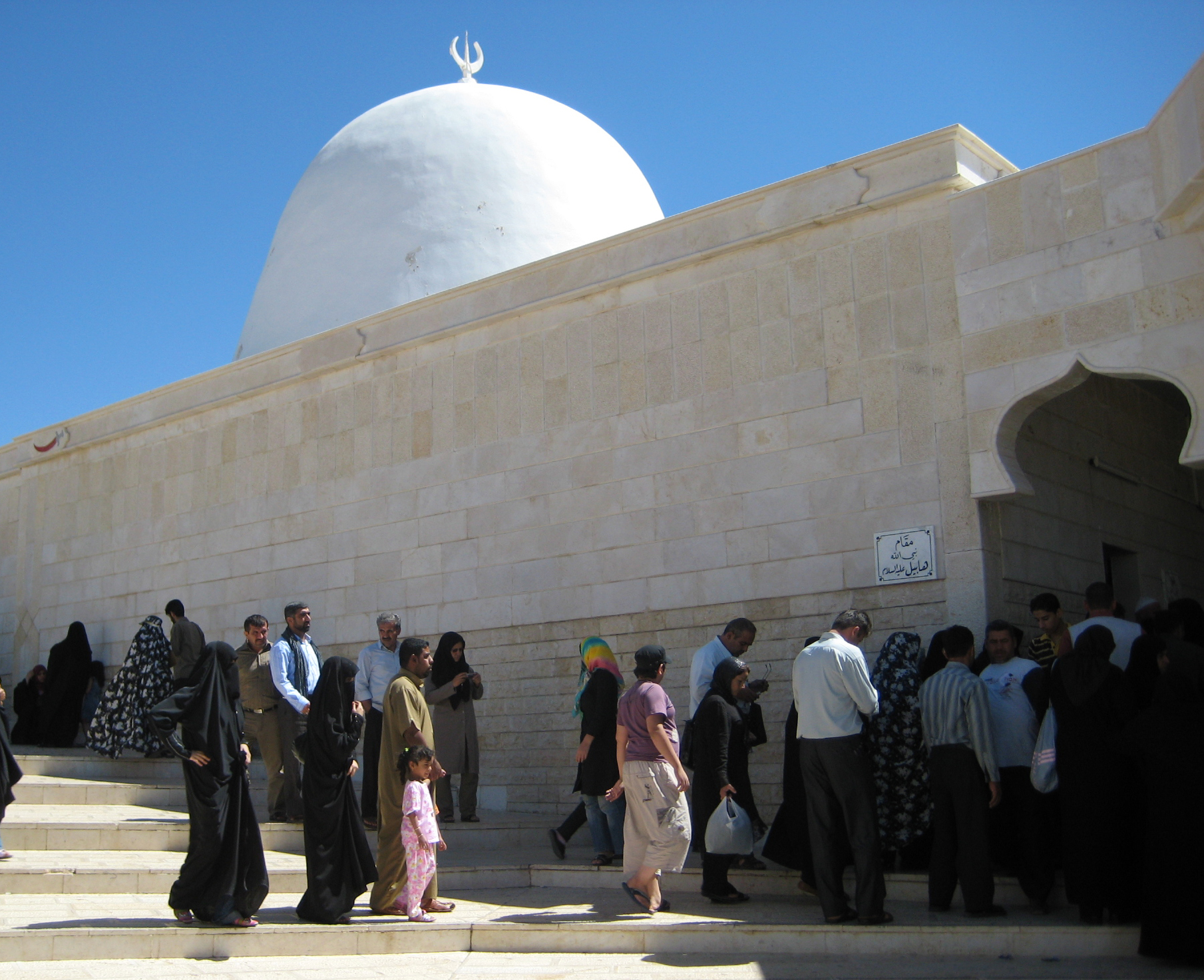
16세기 오스만 제국 시대에 지어진 나비 하빌 모스크.

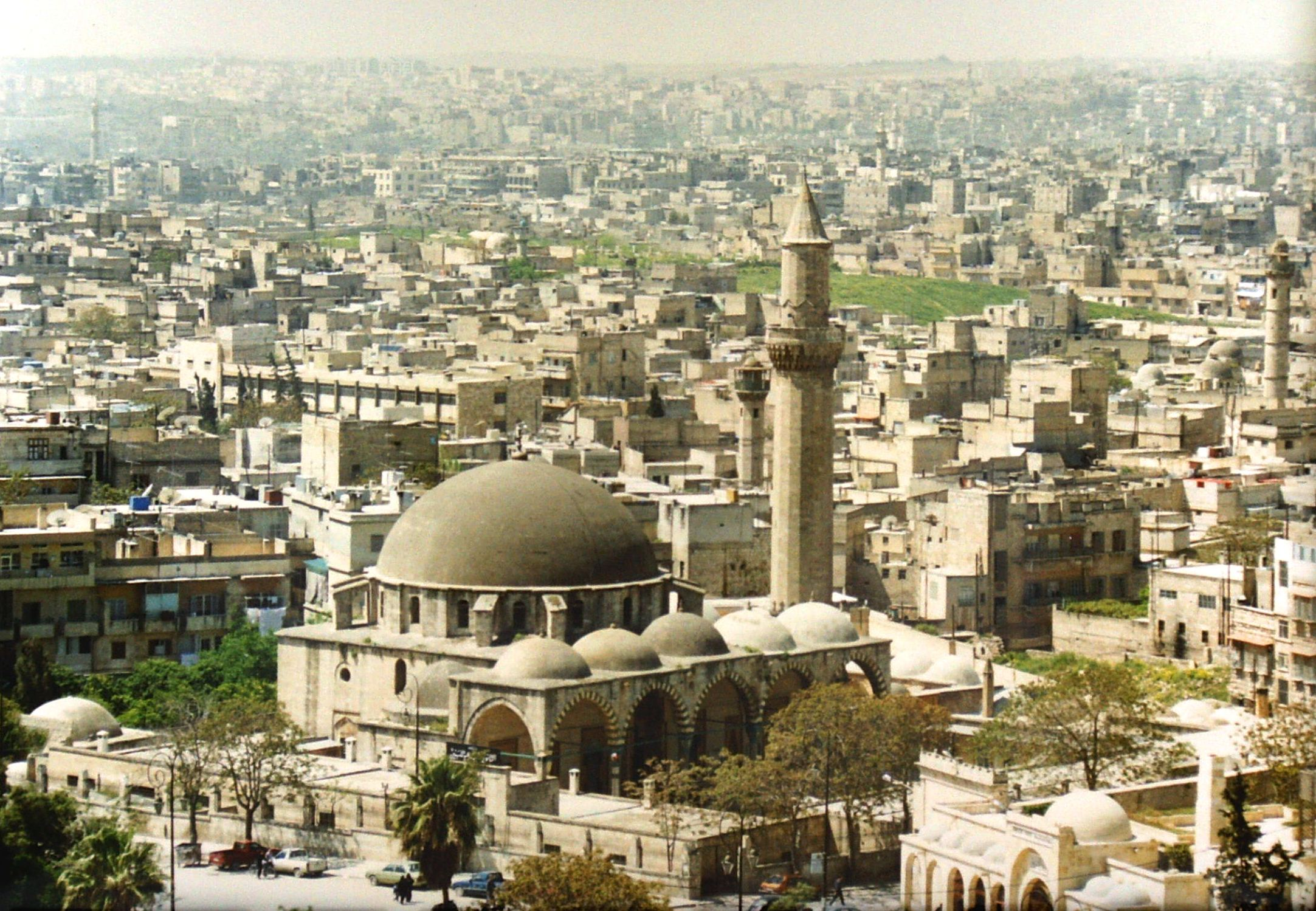
16세기 오스만 제국 시대에 지어진 알아딜리야 모스크.

터키어를 구사하는 투르크멘/투르코만들은 시리아 내 세 번째로 큰 민족 집단 (2013년 기준 대략 4%–5%)이고 주로 수니파 이슬람교도이다. 이들은 주로 알레포주, 다마스쿠스주, 홈스주, 라타키아주, 하마주, 쿠네이트라주 등의 도심과 교외 지역들에 거주한다.
1979년에, 니콜라오스 판 담 박사는 시리아의 투르크멘/투르코만(전체 인구 3%)들이 거의 다수가 수니파 이슬람교도라고 하였다. 1991년에, Alasdair Drysdale 교수와 Raymond Hinnebusch 교수 등 역시도 시리아 인구의 대략 3%가 수니파 이슬람교도인 투르크멘/투르코만이라고 하였다. 좀 더 최근에, Pierre Beckouche 박사는 2011년 이전에 수니파 이슬람교도 쿠르드인들이 시리아 전체 인구 4%를 이루고 있다 하였다.
하지만, 수니파 투르크멘 인구는 아랍화가 이뤄진 투르크멘들이 이 인구에 포함될 경우 그 수치가 상당히 더 높아질 수 있다. 일부 추정치에서는 투르크멘의 30%만이 자국어를 할 수 있다고 하는데, 이에 따라 아랍어를 구사하는 투르크멘들은 수니파 투르크멘 인구 추정치에서 빠졌을 가능성이 있다.

#### 체르케스인
시리아의 체르케스인 대부분은 수니파 이슬람교도이다. 이들은 시리아 내에서 다섯 번째로 큰 민족 집단을 이루고 있으며 (2013년 기준 대략 1.5%) 네 번째로 큰 수니파 공동체이기도 하다. 이들 대부분은 하마주, 홈스주, 쿠네이트라주 등 세 지역에서 거주한다. 대부분의 체르케스인들은 아랍어를 아주 능통하게 하지만 모국어 역시도 유지하고 있다.
1991년에, Alasdair Drysdale 교수와 Raymond Hinnebusch 교수 등 시리아 인구의 1% 미만이 체르케스인 수니파 이슬람교도라고 했다.

### 시아파

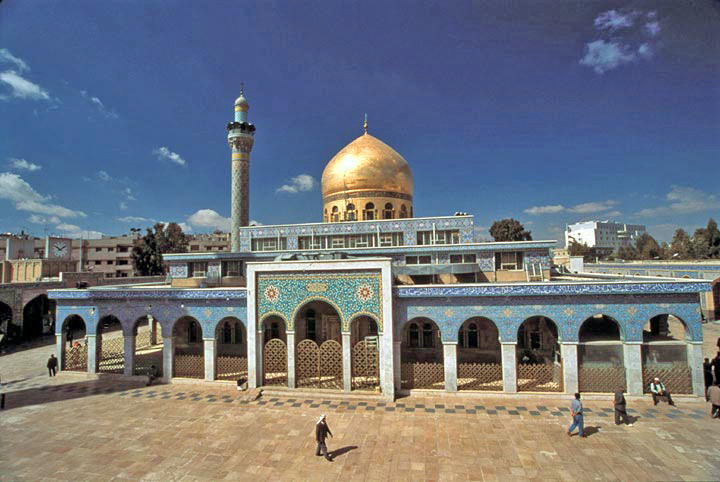
사이이다 자이나브 모스크는 자이나브의 무덤이 있다고 여겨지며 이에 따라 시아파 무슬림들의 성지이다.

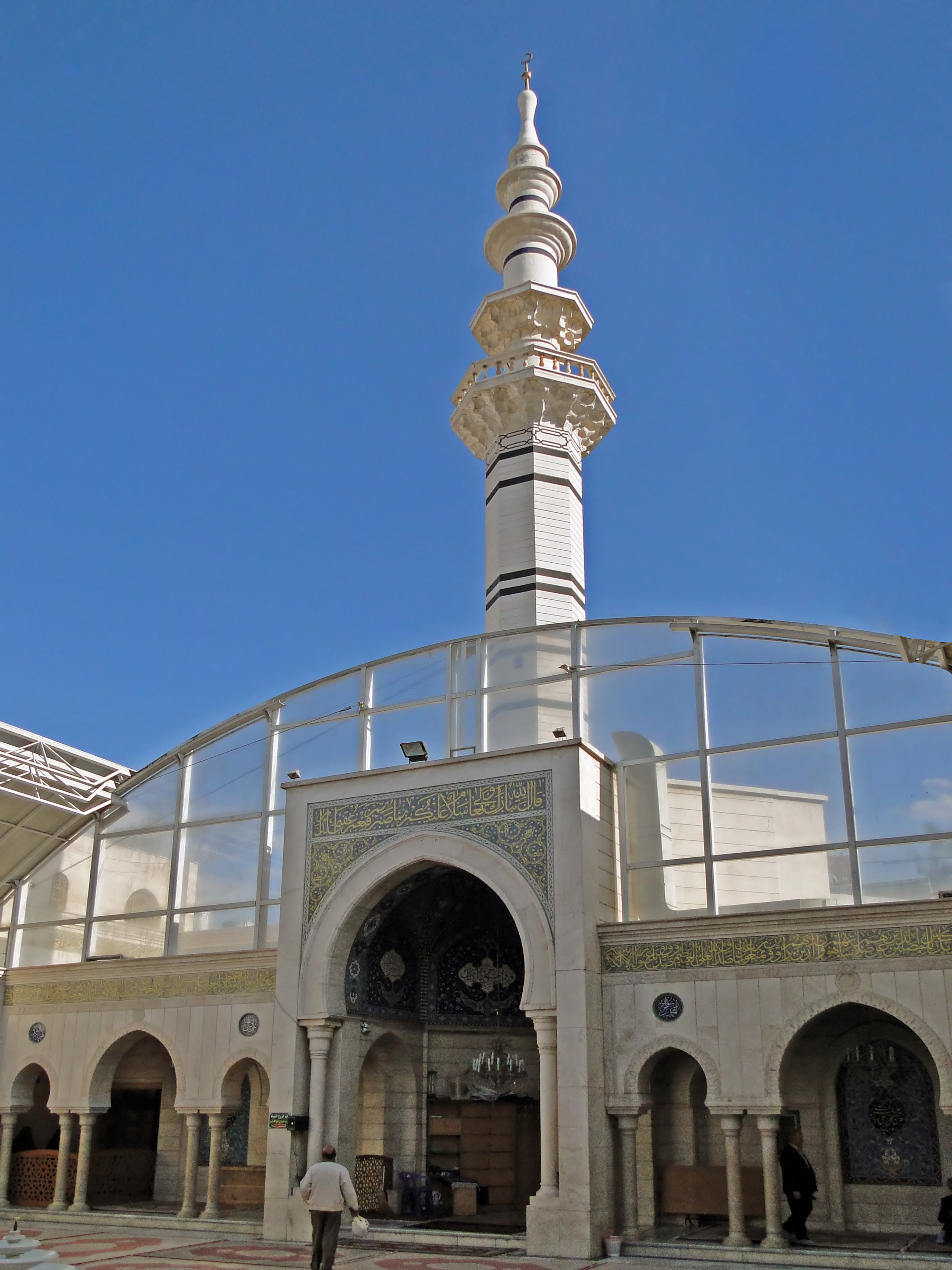
사이이다 루콰이야 모스크는 1985년에 지어졌고 현대 이란 건축의 모습을 나타내고 있다.

수니파를 따르지 않는 시리아의 다른 이슬람교도들른 전체 인구의 16%를 이루고 대부분 알라위파 (11%)와 그 외 시아파 (이스마일파등)으로 구성되어 있다. 시아파의 종파들에는 다양한 민족 집단들이 있으며, 아랍인, 쿠르드인, 투르크멘/투르코만인, 그 외 작은 공동체 등을 포함한다.

#### 알라위파
알라위파는 시리아에서 수니파 다음으로 큰 종교 집단이다. 이들은 다수를 차지하는 전통적 알라위파 그리고 소수의 무르쉬드 알라위파 (20세기 초에 알라위파의 분립을 통해 생성) 등 두 집단으로 나뉜다.
1991년에, Alasdair Drysdale 교수와 Raymond Hinnebusch 교수 등은 대략적으로 알라위파가 시라아 인구의 11.5%를 이룬다고 하였다. 좀 더 최근에, Pierre Beckouche 박사는 시리아 인구의 11%가 알라위파라고 하였다.
알라위파는 주로 시리아 해안 산맥, 특히 산맥의 서쪽에 있는 라타키아주와 타르투스주의 전원 지대 그리고 동쪽의 홈스주와 하마주의 전원 지대에 거주한다. 이들은 라타키아와 타르투스의 다수 (대략 60%)를 이루고 있다. 홈스와 하마 지역에서는, 탈칼라크, 알무카람, 알카보, 신, 훌라 평야, 마르야민, 카르마스, 알무하니, 자흐라와 나지하 지역 등 지역에 살며 전원 지역과 도심 지역 모두 인구의 10%를 이룬다.
징병 연령에 해당하는 알라위파 신자 250,000명 중 3분의 1이 시리아 내전 중에 사망하였다. 알라위파 신자들은 주로 수니파 아랍인들의 반대에 맞서 아사드 정권을 지지한 결과로 피해를 입었다.

#### 이스마일파
이스마일파는 시리아 내에서 두 번째로 큰 시아파 집단이다. Alasdair Drysdale 교수와 Raymond Hinnebusch 교수에 따르면 이스마일파는 1991년 기준 시리아 인구의 1.5%를 이뤘다고 한다.
이들은 주로 두 행정 구역에 거주하는데, 하마주에서 이스마일파들은 '이스마일파의 수도'로 여겨지는 살라미야에 살았다. 또한 하마에 거주하는 작은 집단과 더불어, 마시아프와 그 주변의 전원 지대에도 거주한다. 추가로, 이스마일파는 타르투스주, 특히 카드무스와 그 주변의 전원 지역 그리고 나흐르 알카와비의 마을들에도 거주했다.

#### 열두 이맘파
열두 이맘파는 전체 인구의 0.5%를 이루며 시리아 내 가장 작은 이슬람교 종파이다. 이들은 다마스쿠스 내 아민 지역 그리고 알레포와 근접한 마을 두 곳에 거주한다. 자파리파가 타르투스주의 카드무스에서 주로 발견된다.
다마스쿠스 내에선, 시아파의 순례지들, 그 중에서도 우마이야 모스크, 사이이다 루카이야 모스크, 사이이다 자이나브 모스크와 인접한 알아마라 지구 및 바브 사기르 성소 주변으로 열두 이맘파들이 거주한다. 시리아의 열두 이맘파들은 레바논의 시아파계 열두 이맘파와 밀접한 관계를 갖고 있다. 열두 이맘파들은 또한 이들리브주, 홈스주, 알레포주 등의 마을에서도 발견된다.

### 알레비파
북부 시리아에는, 일부 쿠르드족 및 투르크멘인계 알레비파들이 있다. 아프린 지구의 도시 마아바틀리는 쿠르드계 알레비파들이 주로 거주하는 곳이다. 2014년, 알레비파 신자인 헤비 이브라힘이 당시 쿠르드인이 지배하던 아프린주의 총리가 되었다. 수 천 명의 투르크멘계 알레비파 신자들이 알레포에 거주하였으며, 이들 중 상당 비율이 터키로 피난을 갔다.

## 드루즈교

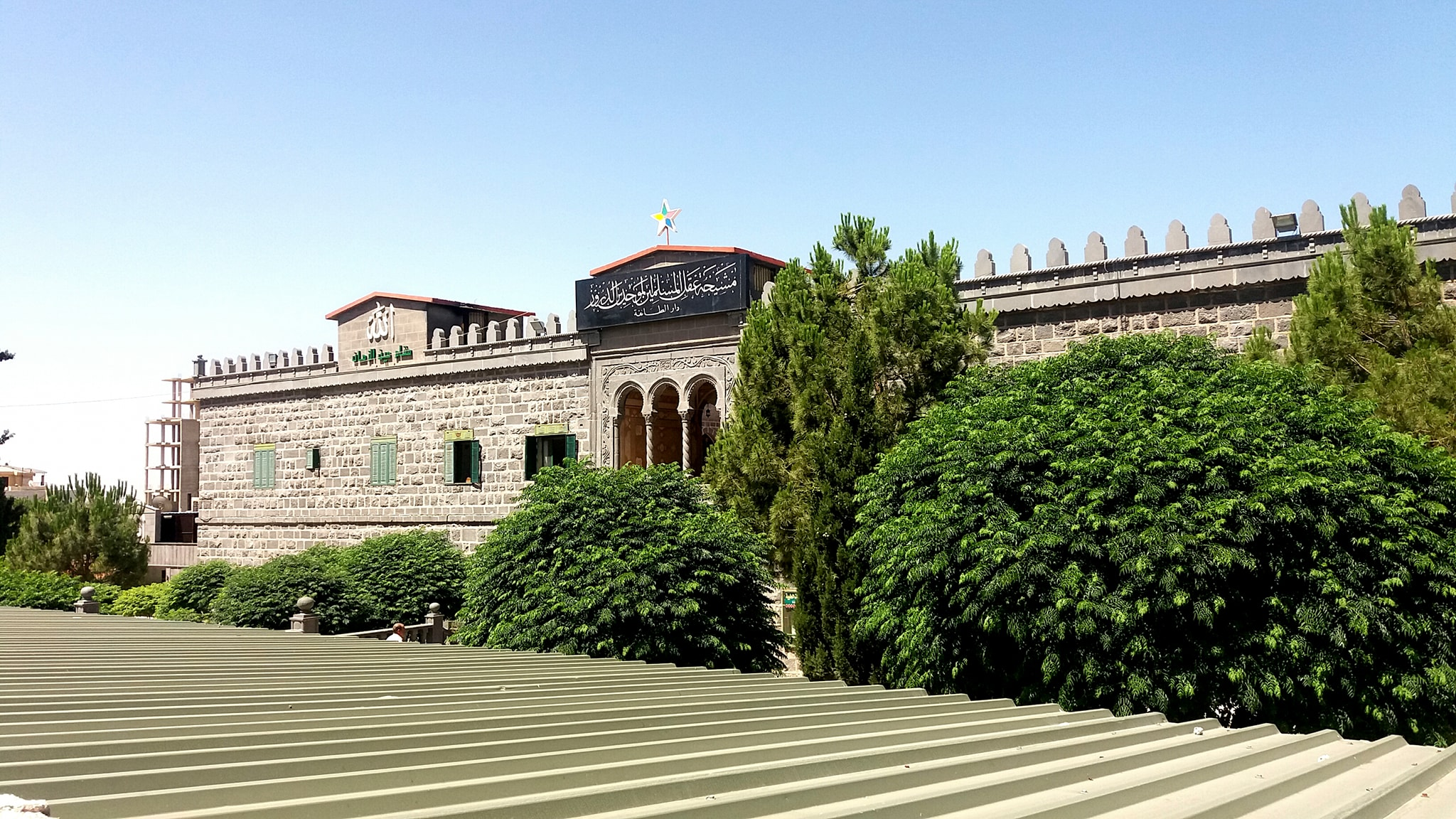
시리아의 드루즈교 공동체 본부인 마캄 아인 알자만(Maqam Ain al-Zaman)

시리아의 드루즈교 공동체는 시리아 인구의 대략 3%를 이루며, 시리아 내 세 번째로 큰 이슬람교 집단이다. 드루즈교도들의 중심지는 수와이다이다. 드루즈교의 영향력 하에 있는 소도시들과 마을들은 자발 알드루즈("드루즈교의 산")이라 불린다. 드루즈교 공동체는 주로 쿠네이트라주, 리프디마슈크주, 이들리브주에 거주한다. 드루즈교가 분래 이스마일파에서 발전한 것이긴 하나, 대부분의 드루즈교도들은 자신을 이슬람교도로 여기지 않고, 이슬람의 다섯 기둥도 따르지 않고 있다.
많은 시리아의 드루즈교도들은 또한 국외 지역, 특히 남미에 거주하고 있는데, 수백 년 전부터 그곳에서 살아왔다. 베네수엘라에만 대략 시리아계 드루즈교도를 기원으로 한 100만 명이 거주한다.

## 기독교
1956년 시리아의 기독교

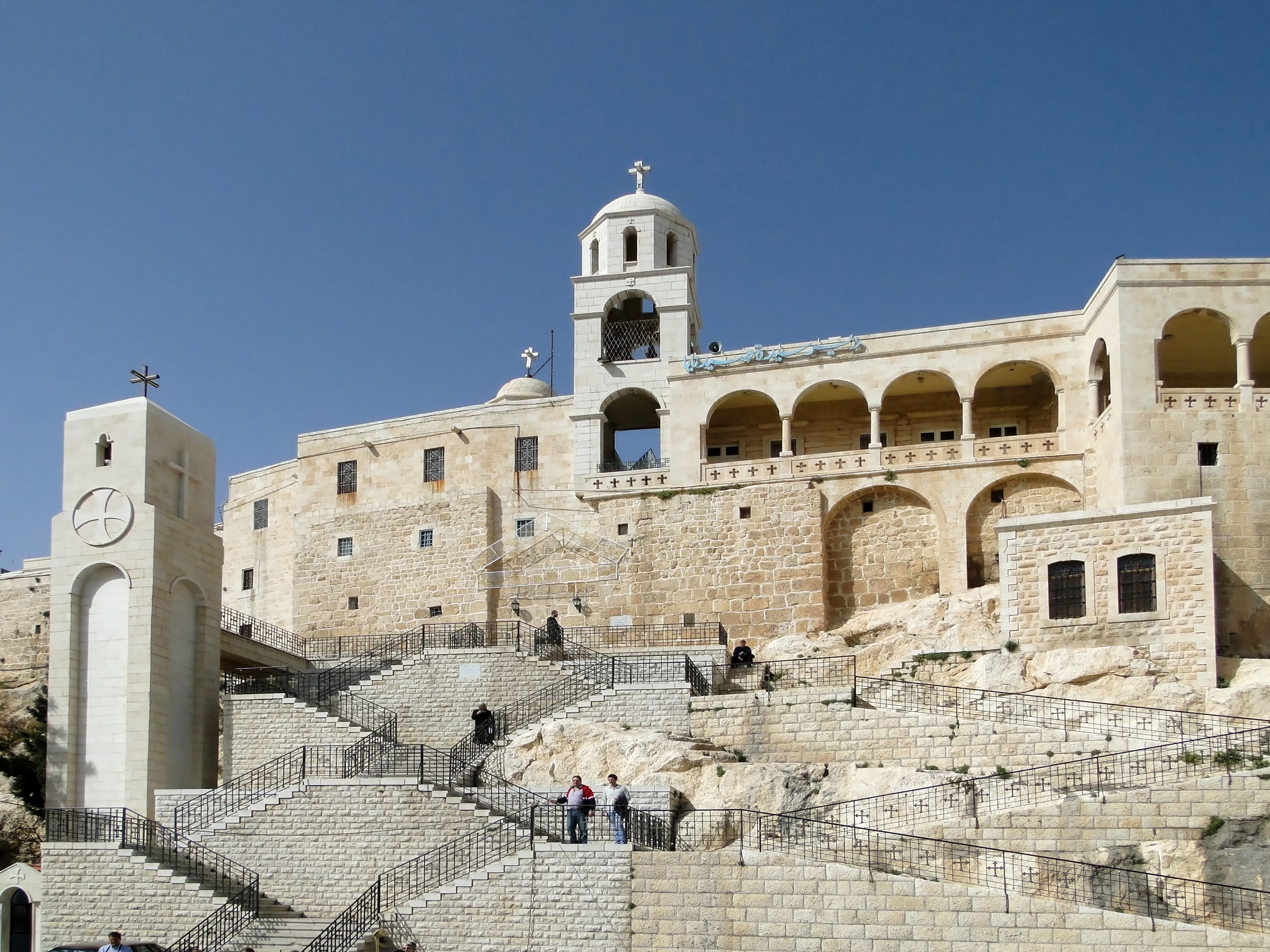
리프디마슈크의 사이드나야에 있는 사이드나야 우리 성모 수도원

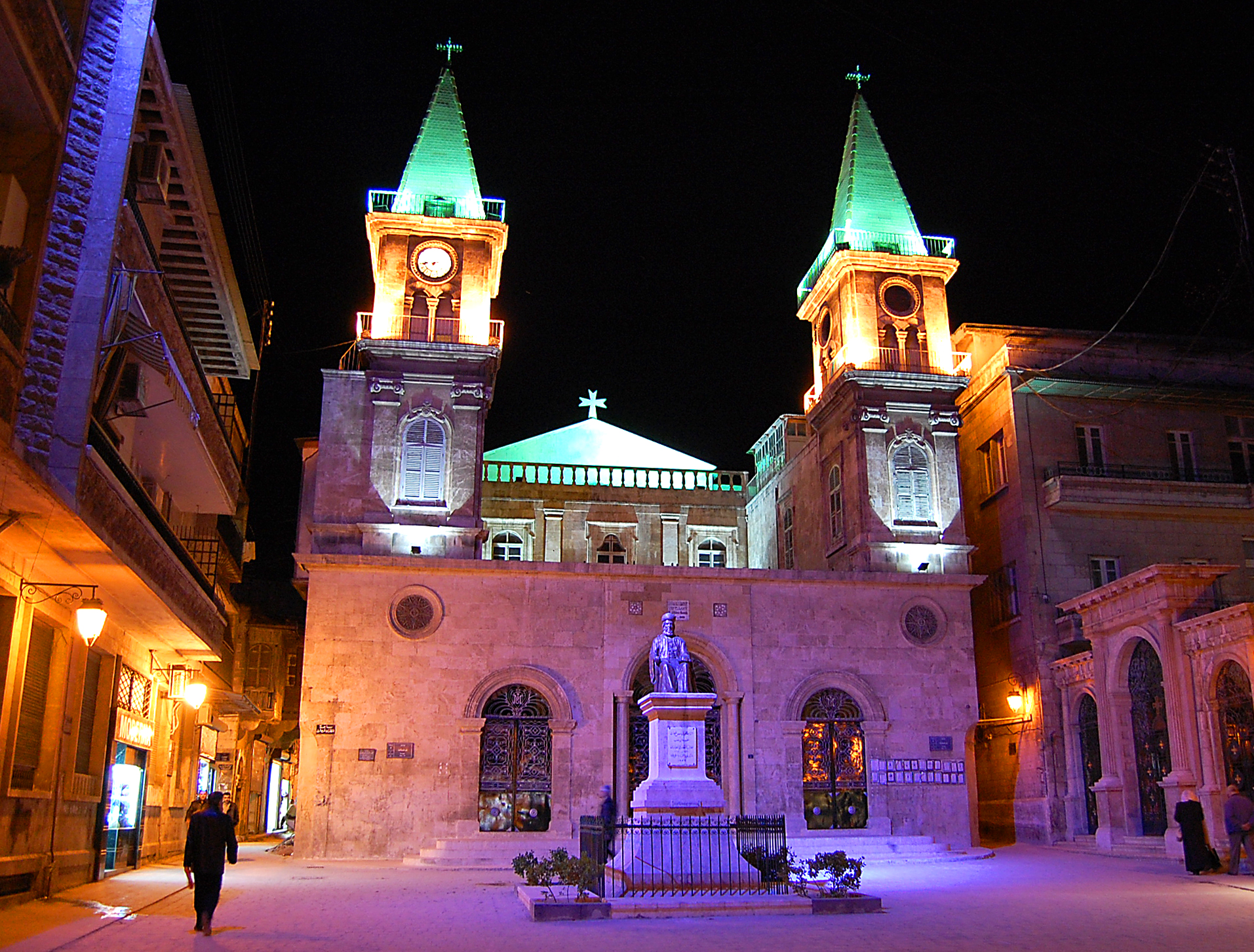
알레포의 성 엘리야 대성당.

2012년 기준 시리아의 기독교 공동체들은 전체 인구의 약 5-6%로 보고되었다. 2022년 시리아의 기독교인 추정치는 2.5%에서 10% 범위이며 시리아 내 가장 큰 기독교 종파는 안티오키아 그리스 정교회이다.
2012년에, 기독교인들은 다섯 개 종파로 나뉘어 있었다. 구분되는 주요 특징은 그리스도의 인간성과 신성성에 관한 정확한 관계에 대해 다룬 431년과 451년의 3차 그리고 4차 세계 공의회를 따르거나 따르지 않거나이다. 종파에는 제3차 세계 공의회를 따르는 오리엔트 정교회 (아르메니아 정교회, 시리아 정교회)와, 제4차 세계 공의회를 따르는 동방 정교회 (그리스 및 러시아 정교회), 로마 가톨릭교회, 교황의 수위권 아래에 있는 여러 동방 가톨릭교회들, 개신교 등이 있다[강생(降生) 전후에 이미 신성과 인성을 지님]. 아시리아 교회 측에서는 제1차, 제2차 공의회만 인정하고 교리상 네스토리우스를 부정하고 있다 (하나의 존재에 신성과 인성 등의 속성 개별적으로 연합하여 존재).
시리아 교회들은 단성론자(인성이 신성에 포괄되어 하나로 있음)임을 부정하고 대신에 자신들이 합성론자(분리, 포괄, 혼동, 변화 등이 없이 두 가지 속성이 한 사람에 연합되어 존재)들이라 주장하며 제4차 공의회를 부정한다. 동방 시리아 교회 (시로-오리엔탈 교회)는 아시리아 동방교회, 칼데아 가톨릭교회, 동방 고대교회 등으로 대표된다. 시리아 교회 전승을 따르는 교인들은 모두 동 아람어를 구사하는 아시리아계이다. 성경의 어떤 경전들을 표준으로 삼는지에 대한 약간의 차이도 분명히 존재한다.
기독교인 이라크 난민을 제외한, 2011년 이전 시리아의 기독교인 총 숫자는 총 인구 추산 (2,250만 명) 중에 약 5-6% (120만 명)이며 그리스 정교도가 500,000명, 시리아 정교도가 400,000명, 아르메니아계 기독교인 (아르메니아 사도교회), 아르메니아 가톨릭교회)이 70,000–80,000명, 여러 종파의 가톨릭교도 200,000명, 그 수가 알려지지 않은 아시리아 동방교도 (아시리아 교회), 개신교도 등이 있다. 개신교는 선교사들을 통해 도입된 것이었기에, 소수의 시리아인 교인들은 서구의 개신교 종파의 교인들이다. 가톨릭교도들은 그리스 가톨릭교도 (1724년에 안티오키아 그리스 정교회 대교구에서 분립), 라틴 교회 소속 가톨릭교도, 아르메니아 가톨릭교도, 시리아 가톨릭교도, 칼데아 가톨릭교도, 마론파 등으로 나뉜다. 마론 교회는 1100년 교황의 공인을 받아 1182년에 성베드로의 교구좌에 대한 소속을 선언했다. 교황과 상통 관계에 있는 다른 정교회들와 오리엔트 정교회들은 18세기와 19세기에서부터 존재하였다. 가톨릭교도와 동방 정교도 들은 1054년까지 단일 교회의 소속이었다. 정교회의 안티오키아 대주교는 1054년의 교회 분열을 부정하는데 안티오키아 교회는 엄밀히 따지면 로마와 콘스탄티노플 양측에 속해 있었다가 1724년 논란의 대주교 선출로 인해 분리되었다 (아이러니한 것은 1054년에 있던 교황의 콘스탄티노플 대주교 파문은 이 소식이 콘스탄티노플에 전달되었을 때 그가 이미 사망했었기에 무효한 것이었다).
기독교인들의 다수는 기독교 초기 때부터 시리아에 존재하였던 동방 교회에 속한다. 정교회의 교회들은 자치권을 띠고 있으며 우니아트 교회는 로마와 상통 관계에 있고, 아시리아 동방교회는 독립성을 띠고 있다. 각 교회는 별도의 공동체를 이루었음에도, 기독교인들은 대다수를 이루는 이슬람교도에 대한 두려움 때문에 서서히 협력하고 있다. 1920년에 시리아는 인구 150만 명 중에 12%가 기독교인이었다. 기독교인들은 이슬람교도들보다 높은 수치로 이민을 가고 있으며 출산율도 낮다.
아르메니아인과 아시리아인을 제외한, 대부분의 시리아 기독교인들은 인종적으로 자신을 아랍 기독교인으로 여긴다. 많은 기독교인들, 특히 동방 정교도들은 아랍 민족주의 운동에 가담하였고 일부는 자신들의 아람어 또는 서구적인 이름을 아랍식으로 바꾸고 있다. 시리아 기독교인들은 이슬람교도들보다 정치 및 행정에 있어 발언을 하는 것이 비율적으로 높게 참여하고 있다. 특히 젊은이들 사이에서는 기독교인과 이슬람교인 사이의 관계가 개선되고 있다.
기독교인과 이슬람교인 사이에는 몇몇 사회적 차이들이 존재한다. 예시로, 시리아 기독교인들은 무슬림들보다 도시화가 한층 많이 이뤄졌으며, 이들은 다마스쿠스, 알레포, 하마 또는 라타키아 내나 그 주변에 거주하고, 상대적으로 저임금 집단이 적다. 시리아 기독교인들은 다른 시리아 종교 집단들보다 상대적으로 부유하고 고등 교육을 받았다. 이슬람교도들보다 기독교들이 좀더 비례적으로 기초 수준 이상의 교육을 받았고, 상대적으로 화이트칼라와 전문직이 많다. 기독교인들이 받은 교육은 기독교인 부모를 둔 자녀들이 좀 더 서구에서 비롯한 외국인 및 사립 학교에 다닌다는 점에서 이슬람교인들이 받은 교육과 차이를 보인다. 시리아 기독교인들의 높은 도시화, 임금, 교육 수준으로, 기독교인들은 시리아인들에 대해서 대부분의 유대인들이 이스라엘로 떠나기 전에 유대인 공동체가 그랬던 것과 같은 관계를 맺고 있습니다.
기독교 공동체들의 존재는 시리아 일부 지역들의 수도원들을 통해서도 나타내어진다.

## 유대교

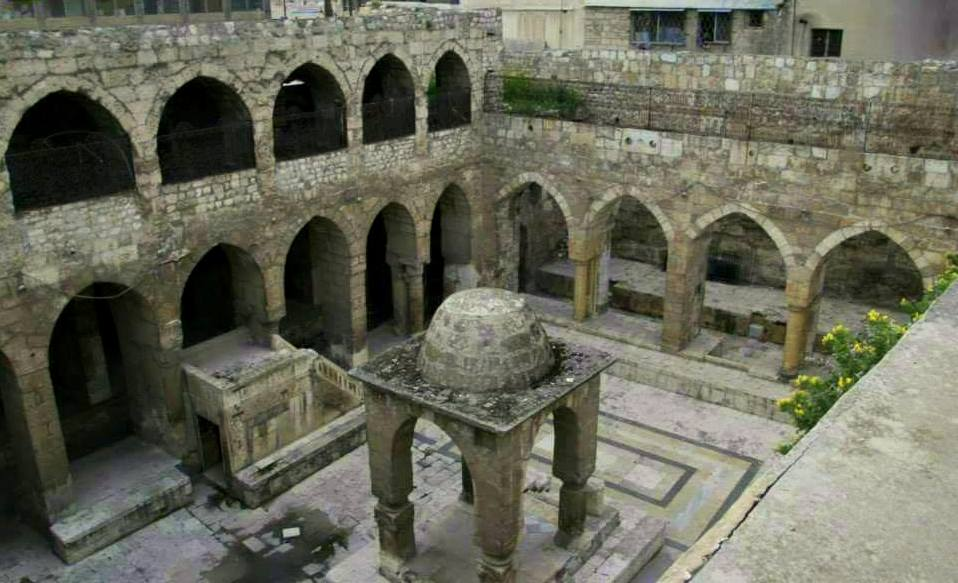
알레포 중앙 시나고그.

현재 아랍권에 거주하는 많은 유대인들은 성경 시대로 거슬러 올라가거나 또는 스페인 재판에서 도망쳐 온 피난민들의 거쳐에서 비롯한 공동체들에 속한다.

### 시리아의 유대인
시리아 내, 유대인들은 1987년 기준으로 3,000명 보다 조금 많았다. 시리아 정부는 유대인들을 민족 집단이 아닌 종교 공동체로 다뤘다. 공식 문서에서 이들은 야후딘(yahudin, 유대인들)이 아닌 무사위인(musawiyin, 모세의 추종자들)으로 일컬어졌다. 유대인 공동체의 시나고그들은 시리아 정부에 의해 보호를 받는 상태에 있었다.
2020년, 시리아에 남아있는 유대인이 없는 것으로 알려졌다.

### 이스라엘 유대인
국제적으로 시리아의 영토로 인정받고 있는 골란고원는 6일 전쟁 이래로 이스라엘이 점유하여 통치하고 있다. 이는 이 지역에 이스라엘 유대인의 유입을 야기하였고 이들이 지역 총 인구의 다수를 이루게 되었다. 2010년, 유대인 정착자들은 32개
의 정착지에 거주하며 20,000명이 돌파하였다.

## 야지디교
15세기와 16세기 사이 이슬람 이전 때부터 그 기원이 거슬러 올라가는 야지디인들이 터키 남부로 이주해왔고 현재 시리아 북동부와 이라크 지역의 산악 요새인 자발 신자르에 정착했다. 일부가 이란, 터키, 캅카스 등에 퍼졌지만, 이라크가 이들 종교의 중심지이자, 자신들 아미르의 거처, 자신들이 가장 우러러 보는 성인인 샤이크 아디의 무덤 (모술 북부)이 있는 곳이다.
1964년, 시리아 내 야지디인 대략 10,000명이 있으며 주로 지라와 알레포 북서쪽에 거주하며 1987년 인구 정보는 구할 수 없다. 한때 반유목 생활을 하던 야지디족은 대부분 현재 정착하였다. 이들은 일반적으로 쿠르드어와 아랍어를 모두 구사하지만, 점차 주변의 아랍 인구에 동화되고 있다.
야지디인은 어느 경우에서든 보통 자신들의 신앙을 거론하는 것을 꺼리며, 이런 점으로 알려진 것이 거의 없다. 야지디교는 메소포타미아 종교의 요소들을 갖고 있다.

## 민속 신앙
조직화 된 종교들의 신앙 외에도, 시리아의 많은 사람들은 선악의 힘과 지역 성인들에 대한 효능에 강한 믿음을 갖고 있다. 전자의 믿음은 애뮬럿, 부적적, 주문을 진 (영귀)과 사시 등의 악의 힘에 맞서는 보호 장구로 쓰는 베두인들에 특히 두드러진다. 성인들에 대한 믿음은 베두인이 아닌 사람들에 널리 퍼져 있다. 대부분의 마을들은 보통 모범적인 삶으로 이끌었다고 여겨지는 지역 사람의 무덤의 경우가 많은, 성소를 갖고 있다. 이러한 믿음을 가진 자들, 그 중에서도 여성들은 도움, 행운, 보호를 구하기 위해 이 성소들을 방문한다. 자신들의 종교 공동체가 강하다는 개인들의 인식에도 불구하고, 성인들에 대한 믿음은 한 종교 집단에 한정되지 않는다.

## 힌두교
ARDA에 따르면, 2010년 시리아의 힌두교도는 2,041명 (0.01%)이었다. 2020년, 이 수치는 여전히  0.01%이었다.

## 인구 조사 통계
60년대 이래로 시리아 내 공식적인 종교에 따른 인구 조사는 없었다.
1943년 시리아의 종교
1953년 시리아의 종교
| 수니파                        | 수니파                        | 1,971,053명 | 68.91%  | 2,578,810명 | 70.54%  |
| 알라위파                      | 알라위파                      | 325,311명   | 11.37%  | 398,445명   | 10.90%  |
| 이스마일파                    | 이스마일파                    | 28,527명    | 1.00%   | 36,745명    | 1.01%   |
| 시아파                        | 시아파                        | 12,742명    | 0.44%   | 14,887명    | 0.41%   |
| 드루즈교                      | 드루즈교                      | 87,184명    | 3.05%   | 113,318명   | 3.10%   |
| 야지디교                      | 야지디교                      | 2,788명     | 0.10%   | 3,082명     | 0.08%   |
| 유대교                        | 유대교                        | 29,770명    | 1.04%   | 31,647명    | 0.87%   |
| 그리스 정교회                 | 그리스 정교회                 | 136,957명   | 4.79%   | 168,747명   | 4.62%   |
| 그리스 가톨릭교회             | 그리스 가톨릭교회             | 46,733명    | 1.63%   | 55,880명    | 1.53%   |
| 아르메니아계                  | 아르메니아 정교회             | 101,747명   | 3.56%   | 110,594명   | 3.03%   |
| 아르메니아계                  | 아르메니아 가톨릭교회         | 16,790명    | 0.59%   | 19,492명    | 0.53%   |
| 아르메니아인 총합             | 아르메니아인 총합             | 118,537명   | 4.15%   | 130,086명   | 3.56%   |
| 아시리아-칼데아-시리아계      | 시리아 정교회                 | 40,135명    | 1.40%   | 51,363명    | 1.40%   |
| 아시리아-칼데아-시리아계      | 시리아 가톨릭교회             | 16,247명    | 0.57%   | 19,738명    | 0.54%   |
| 아시리아-칼데아-시리아계      | 네스토리우스파                | 9,176명     | 0.32%   | 11,176명    | 0.31%   |
| 아시리아-칼데아-시리아계      | 칼데아                        | 4,719명     | 0.16%   | 5,492명     | 0.15%   |
| 아시리아-칼데아-시리아계 총합 | 아시리아-칼데아-시리아계 총합 | 70,277명    | 2.45%   | 87,769명    | 2.40%   |
| 마론파                        | 마론파                        | 13,349명    | 0.47%   | 16,530명    | 0.45%   |
| 라틴 가톨릭교회               | 라틴 가톨릭교회               | 5,996명     | 0.21%   | 6,49명      | 0.18%   |
| 개신교                        | 개신교                        | 11,187명    | 0.39%   | 13,209명    | 0.36%   |
| 기독교도 총합                 | 기독교도 총합                 | 403,036명   | 14.09%  | 478,970명   | 13.10%  |
| 총합                          | 총합                          | 2,860,411명 | 100,00% | 3,655,904명 | 100,00% |

실증적 연구에 따른 시리아의 종교 (est. 2017)
- 1960년[34] 비공식적 종교 인구 조사에 따른 자료:
  - 수니파:       75%
    - 알라위파:           11%
    - 이스마일파             1%

  - 드루즈교:               3%
- 이슬람교인 총합:      92.1% (4,053,349명)
- 기독교인 총합:    7.8% (344,621명)
- 유대인:                0.1% (4,860명)
- 그 외:                 0% (342명)
- 총합:             100% (4,403,172명)

1970년의 다음 인구 조사에서, 시리아의 종교 통계는 더 이상 언급되지 않았다.

## 종교와 법
출생, 혼인, 상속 등 속인법에 관한 문제에 있어서, 기독교인, 유대인 드루즈교인 등의 소수 집단들은 자신들만의 법적 체계를 따른다. 이러한 문제들에 있어서 모든 다른 종교 집단들은 이슬람법의 관할 하에 있다. 하지만, 2016년 사실상의 자치를 이루고 있는 북동시리아 자치 행정부-로자바에서 시리아 역사상 최초로 세속적 열린 사회 및 다양한 종교적 배경을 지닌 사람들 간의 통혼에 대한 움직임으로서 시민 결혼을 도입하고 장려하기 시작했다.
이론적으로 신앙들이 동등한 지위를 누리고 있기는 하지만, 어느 정도는 이슬람교가 좀 더 혜택을 보고 있다. 종교의 자유에 대한 확약에도, 일부 참관인들은 비이슬람교 소수 집단들의 상태가 특히 1967년 6월 전쟁 이래로 점차 악화되고 있다고 주장한다. An instance of 이 악화에 대한 예시는 1967년 가을에 대략 75개 사설 이슬람 학교와 함께 300개가 넘는 기독교 학교들이 국유화된 것이다. 1960년대 초 이래로, 기독교인들의 대규모 이민이 두드러지는데, 일부 관계자들에 따르면 1968년 이후로 10여 년간 이민을 떠난 600,000명 중 최소 50퍼센트는 기독교인들이라 한다. 그렇지만 최근 몇 십년간, 이민은 시리아 내전 발발 이전까지는 적어지는 추세였다.

### 2020년대 종교의 자유
2023년, 시리아는 종교의 자유에 있어 4점 만점에 2점을 기록했다.
같은 해, 시리아는 기독교인들이 어려움을 겪는 세계 장소 12위에 올랐다.

## 같이 보기
- 시리아의 종교의 자유
- 시리아의 인권
- 레바논의 종교

## 참고 문헌
- Marcel Stüssi, Models of Religious Freedom: Switzerland, the United States, and Syria by Analytical, Methodological, and Eclectic Representation, 2012, p. 375 ff.